# Berecz György
Berecz György (Kolozsvár, 1924. május 11. – Budapest, 1958. január 28.) műszerész, gépkocsivezető, '56-os forradalmár, a forradalom utáni megtorlások egyik áldozata.

## Élete

### 1956 októberéig
Röviddel születése után szülei elváltak, anyja újraházasodott, a nevelőapa pedig nevére vette a gyereket. 1927-ben áttelepültek Magyarországra, ahol Berecz négy középiskolai osztály elvégzését követően műszerésznek tanult. 1944-ben bevonult a magyar hadseregbe, a rohamtüzérekhez került, majd 1945 első napjaiban a szovjetek fogságába esett, de hamar szabadon bocsátották. Még ez évben 100 pengő pénzbüntetésre ítélték verekedés miatt, két év múlva pedig magánlaksértésért tartóztatták le, majd két hónapot ült börtönben. 1946-ban házasodott meg először, de hamar elvált, s következő házassága is hasonló végre jutott. 1949-ben nyolchónapi internálást kapott, a vád embercsempészet volt. Az 1956-os forradalmat megelőző időszakban a II. számú Épületfuvarozási Vállalat alkalmazásában volt gépkocsivezető.

### A forradalom alatt és után
1956. október 23-án vidékről tért vissza fővárosi lakhelyére, ám mivel élettársát otthon nem találta, annak keresésére indult. Találkozott a tüntető tömeggel, s teherautóján csoportokat szállított a Kossuth térre, illetve a Magyar Rádióhoz, majd késő este Kispestre ment fegyverekért. Október 24-én az épületfuvarozási vállalat munkástanácsának tagja lett, rá bízták a fegyveres őrség megszervezését, amely során megismerkedett Szeifert Tiborral, majd Szabó bácsival is, akik ellátták fegyverrel. Október 30-án a II. kerületi Nemzeti Bizottság katonai csoportjánál, majd a Butkovszky Emánuel által irányított felkelőcsoportban harcolt. Novembertől fogva aktív résztvevője volt a II. kerületi Forradalmi Katonai Bizottmánynak, és jelentős mennyiségű gránátot szállított a Fő utcába, a szovjetek megállítására. Butkovszky kinevezte a III. kerületi fegyveres csapatok parancsnokának, ám Berecz november negyedikén elhagyta szálláshelyét, s hazament. A forradalom bukása után a megmaradt ellenállók még felkérték a csilleghegyi ellenállócsoport vezetésére, de ezt visszautasította, 1957 tavaszától kezdve illegalitásban élt, majd megkísérelt Ausztriába szökni, ám ez nem sikerült, s 1957. április 25-én letartóztatták. December 4-én első fokon életfogytig tartó börtönbüntetést kapott, ezt az ítéletet a másodfokú bíróságként eljáró Szimler János vezette különtanács megvétózta, és 1958. január 27-én halálraítélték. Másnap kivégeztetett. A 301-es parcellában nyugszik.

## További irodalom
- Gosztonyi Péter: Föltámadott a tenger... 1956. A magyar október története. 3. átd., bőv. kiad. Bp., [1990], Népszava Kiadó Vállalat.
- Halottaink, 1956. [Szerk. Balassa János et al.]. Bp., 1989, Katalizátor Innovációs Iroda.
- 1956 Erdélyben. Politikai elítéltek életrajzi adattára, 1956-1965. [Szerk. Dávid Gyula]. [Munkatsak: Ábrahám Izabella et al.] Kolozsvár, 2006, Erdélyi Múzeum-Egyesület.